# Rauland

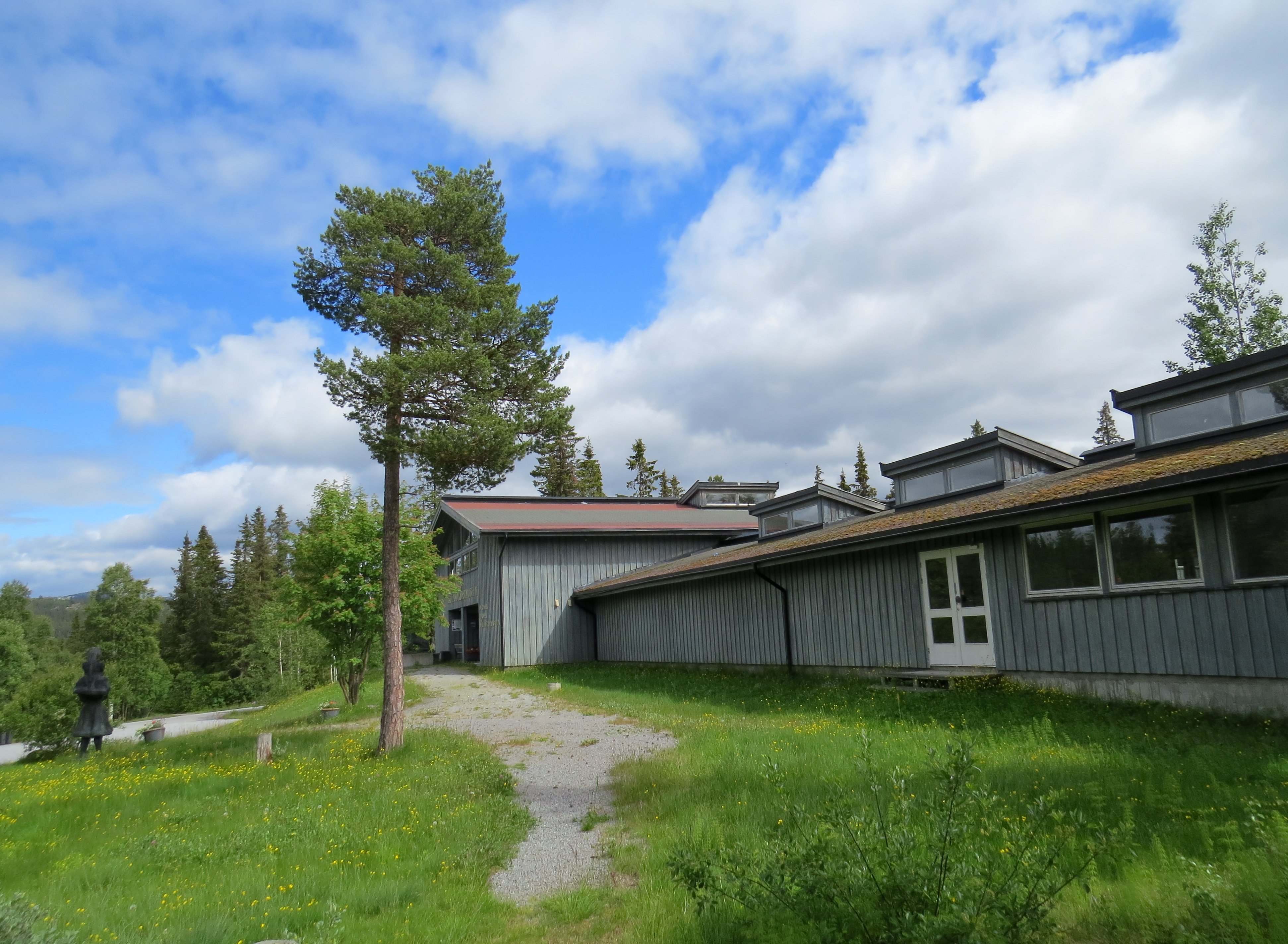
Rauland Kunstmuseum

Rauland ist ein Ort in der Gemeinde Vinje in der Provinz Telemark. Er liegt auf rund 700 Metern Höhe entlang des Sees Totak.

## Geschichte
Der Name Rauland, früher Rauðaland, stammt aus der altnordischen Sprache und ist wahrscheinlich aus den beiden Wörtern »Rauði« (Raseneisenstein) und »land« zusammengesetzt. Am Ufer des Totak befindet sich die Landzunge Sporaneset, die für ihre Felsritzungen aus der späten Steinzeit oder frühen Bronzezeit bekannt ist.

### Gemeinde Rauland
Rauland war von 1860 bis 1963 eine selbstständige Gemeinde. Sie entstand im Zuge von Grenzanpassungen durch den Zusammenschluss des Rauland Sogn und Øyfjell Sogn der Gemeinde Lårdal. Der Ort Krossen war das administrative Zentrum der Gemeinde. Am 1. Januar 1964 wurde sie mit der Gemeinde Vinje zur neuen Gemeinde Vinje zusammengelegt. Zu diesem Zeitpunkt zählte Rauland 1.656 Einwohner.

## Kultur
Rauland ist für seine vielen historischen Gebäude und Beispiele alter Baukunst bekannt, die teilweise bis ins Mittelalter zurückgehen. Im ehemaligen Gemeindezentrum Krossen befindet sich die Skulpturensammlung mit den Werken von Dyre Vaa. Der letzte Wohnort des Myllarguten, der Häuslerhof Kosi, liegt ebenfalls in Rauland.
Das Institut für Volkskultur der Universität Südost-Norwegen befindet sich ebenfalls in Rauland und bietet Studien in Volksmusik, traditionellem Design und Handwerk und Volkskunst an.

## Sonstiges
Im Ort befand sich das Wettkampfzentrum der Junioren-Orientierungslauf-Weltmeisterschaften 2015.

## Persönlichkeiten
- Myllarguten (1801–1872), lebte zuletzt in Rauland, Komponist und Hardangerfiedel-Virtuose
- Sveinung Aanonsen (1854–1919), Bildhauer
- Aslaug Vaa (1889–1965 in Oslo), Lyrikerin und Dramatikerin
- Dyre Vaa (1903–1980), Bildhauer und Maler